# Де Тробриан, Режи
Филипп Режи Дени де Кередерн де Тробриан (фр. Philippe Régis Denis de Keredern de Trobriand; 4 июня 1816 — 15 июля 1897) — французский аристократ, юрист, поэт и писатель. Эмигрировал в США в 1820-е годы и служил генералом армии Севера в годы гражданской войны. После войны командовал фортом Стивенсон в Дакоте.

## Ранние годы
Тробрианд родился в Шато де Рошетт, около Тура (Франция) в семье Жозефа де Кередерна де Тробриана, барона и генерала наполеоновской армии. Его матерью была Розина Ашен де Курбвилль. В юности Тробриан окончил бакалавриат в колледже Сен-Луи в Париже. Он увлекался литературой, писал стихи и прозу и в 1840 году опубликовал в Париже роман Gentlemen of the West. Отец Тробриана служил королю Карлу X, и после свержения короля в 1830 году уже не мог пойти на службу королю Луи-Филиппу. В 1841 году Тробриан эмигрировал в США, где очень скоро стал знаменит среди элиты Нью-Йорка. В 1841 году он опубликовал свой второй роман The Rebel.
Он женился на Мэри Мэйсон Джонс, дочери крупного банкира Исаака Джонса. Они поженились в Париже и затем некоторое время прожили в Венеции. Вернувшись в США, Тробриан поселился в Нью-Йорке. В их семье родились две дочери: Мария-Каролина и Беатрис.

## Гражданская война
Весной 1861 года Тробриан получил американское гражданство. 28 августа 1861 года он стал офицером добровольческой армии США и в звании полковника возглавил 55-й Нью-Йоркский полк, набранный в основном из французов-эмигрантов и названный «Gardes Lafayette». Полк был включён в бригаду Джона Пека, в IV корпус Потомакской армии.
Полк Тробрианда принял участие в кампании на полуострове, где его первым сражением было сражение при Уильямсберге 5 мая 1862 года. Вскоре после этого Тробриан заболел малярией и по этой причине пропустил последующие сражения кампании. Он вернулся в строй только в июле. В августе его полк перевели в Форт-Монро, а оттуда — в Сентервилл, а затем полк включили в бригаду Хайрама Берри (III корпус Потомакской армии). В октябре его перевели в бригаду Уорда. Тробрианд присутствовал на поле боя во время сражения при Фредериксберге, но его полк держали в резерве и он избежал серьёзных потерь.
21 декабря 1862 года 55-й Нью-Йоркский полк был расформирован и влит в 38-й Нью-Йоркский полк, который возглавил Тробрианд.
После сражения при Чанселорсвилле III корпус был переформирован. Тробрианд стал командиром 3-й бригады дивизии Дэвида Бирни. Его бригада в июне 1863 года состояла из пяти полков:
- 17-й мэнский, подполковник Чарльз Мерилл
- 3-й мичиганский, полковник Байрон Пирс
- 5-й мичиганский, подполковник Джон Палфорд
- 40-й Нью-Йоркский, полковник Томас Эган
- 110-й пенсильванский, (6 рот) подполковник Дэвид Джонс

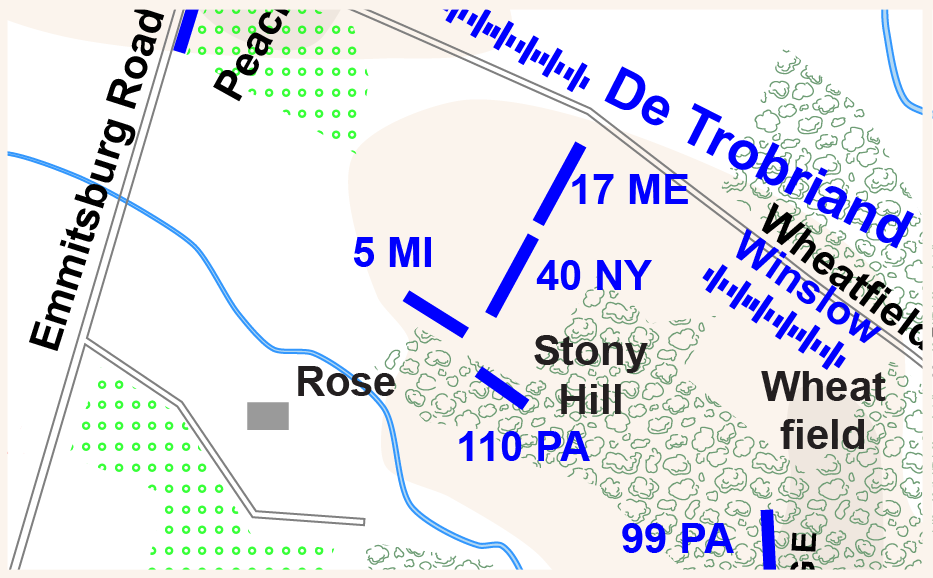
Позиция бригады Тробрианда

Когда III корпус генерала Сиклса двигался к Геттисбергу, бригаду Тробрианда оставили в Эммитсберге для охраны тыла, поэтому она прибыла на поле боя последней, в 10:00 2 июля. Днём корпус был выдвинут на новую позицию и Тробрианду было велено занять оборону на Каменистом Холме между позициями дивизии Грехама и дивизии Уорда. Тробрианд разместил 17-й Мэнский полк на правом фланге, фронтом к Персиковому саду, а 40-й Нью-Йоркский поставил левее. 5-й Мичиганский и 110-й Пенсильванский стояли фронтом на юго-запад. 3-й мичиганский полк был развернут в стрелковую цепь.
Когда южане начали наступление и бригада Беннинга атаковала соседнюю бригаду Уорда, Тробриан перебросил 17-й Мэнский полк на левый фланг, где полк занял позицию за каменной стеной и открыл огонь по флангу бригады Беннинга. В то же время командование забрало у Тробрианда 40-й Нью-Йоркский полк и перевело его на левый фланг дивизии. Тробрианд остался с тремя полками. В это время его атаковала джорджианская бригада Джорджа Андерсона, но Тробрианд отразил эту атаку. Когда джорджианцы отступили и готовились к новой атаке, не помощь Тробрианду подошли две бригады дивизии Бернса и встали на его правом фланге.

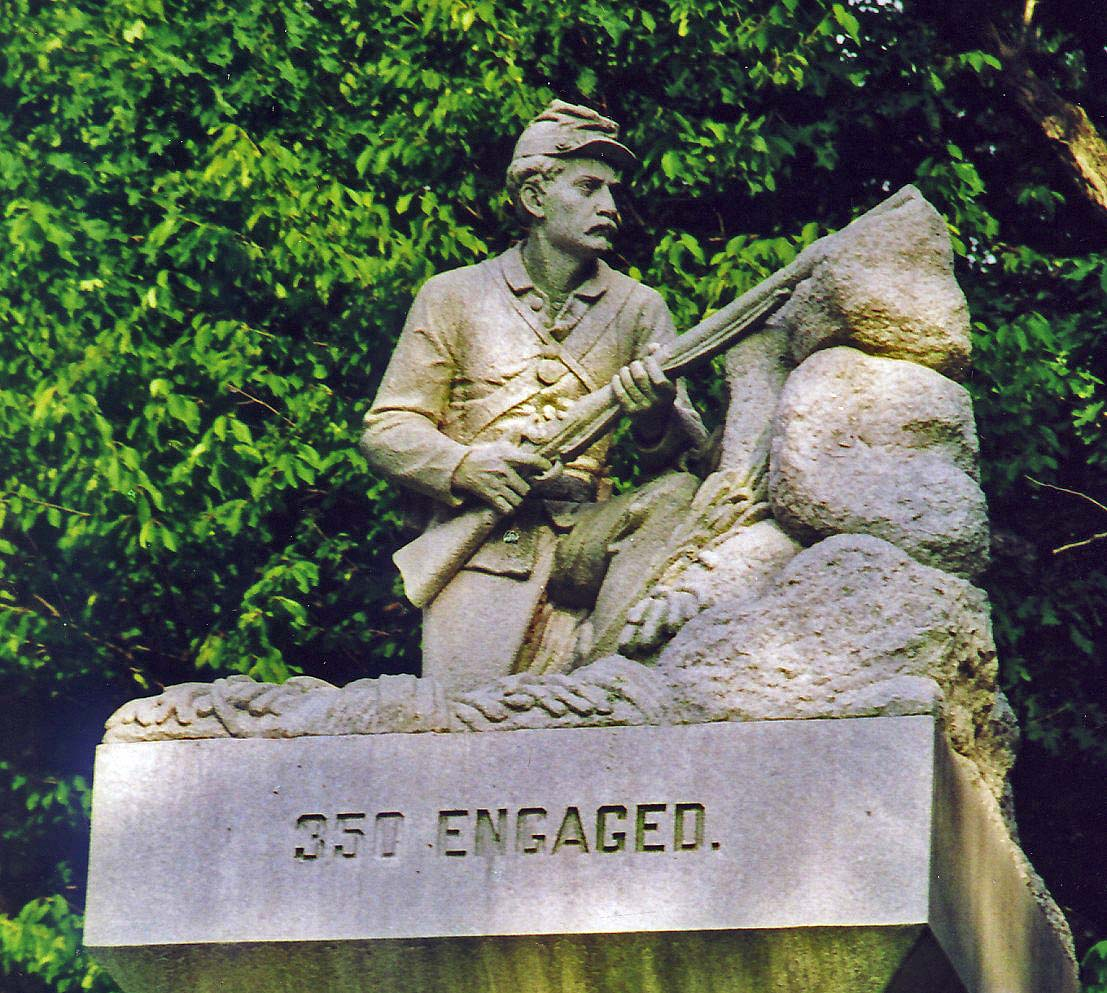
Памятник 17-му Мэнскому полку под Геттисбергом

Однако, бригада Барнса оказалась под ударом с правого фланга и отступила в лес Тростл-Вуд. Это отступление открыло фланги бригады Тробрианда, который так же был вынужден отступать через Уитфилд на северную сторону поля и в лес. Помощь в виде дивизии Колдуэлла была уже близко, поэтому дивизионный генерал Бирни велел 17-му Мэнскому полку вернуться на поле и задержать наступление противника на какое-то время. Туда же он направил 5-й Мичиганские полк, который встал правее мэнского. Этим полкам удалось продержаться некоторое время до подхода дивизии Колдуэлла, потеряв 30 — 40 процентов своего состава. «Были полки, которые понесли и большие потери, — писал по этому поводу Гарри Пфанц, — но мало кому удалось добиться большего».
Заслуги Тробриана были отмечены в рапортах, но звание бригадного генерала он получил только в апреле 1864 года (утвержден сенатом 7 апреля, задним числом от 5 января). Когда генерал Уорд был отстранен от командования за пьянство, Тробриан получил его бригаду.
Впоследствии он время от времени возглавлял дивизии — в частности, во время осады Петерсберга и Аппоматтоксской кампании, во время ранения гершома Мотта. 13 января 1866 года президент Джонсон представил его к временному званию генерал-майора (задним числом от 9 апреля 1865 года), и Сенат утвердил это звание 12 марта 1866 года. 15 января 1866 года Тробрианд покинул Добровольческую армию. 3 декабря 1867 года президент представил его к временному званию бригадного генерала регулярной армии (от 2 марта 1867), и 14 февраля 1868 года Сенат утвердил это звание.

## Послевоенная деятельность

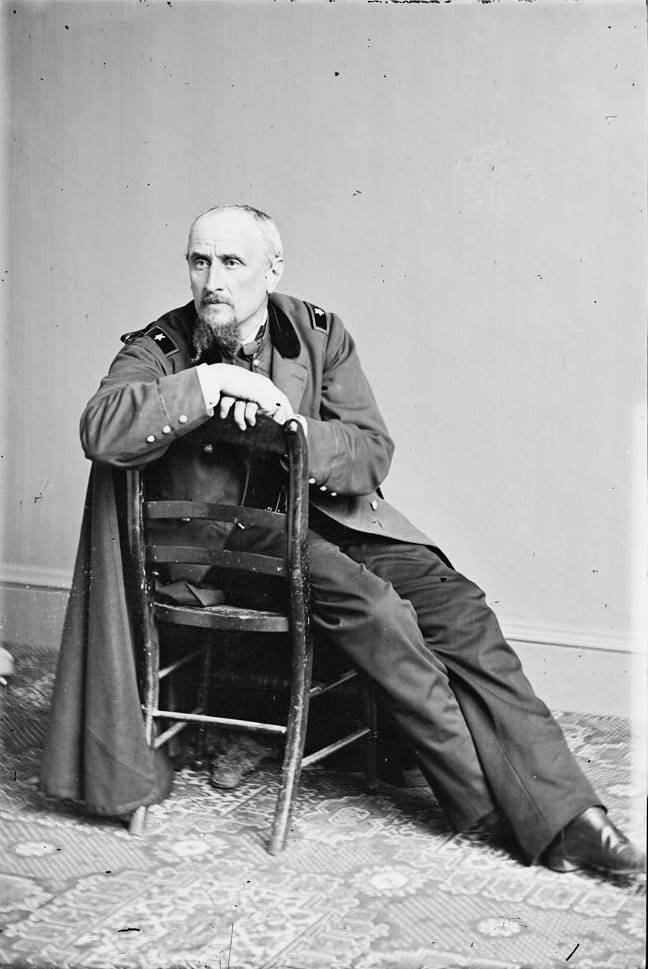
Тробрианд в форме бригадного генерала

После войны Тробрианд вернулся во Францию, где решил написать книгу о своей службе в Потомакской армии. В ноябре 1866 года пришло известие, что генерал Грант присвоил ему звание полковника 31-го пехотного полка, однако Тробрианд запросил отпуск, чтобы закончить работу над книгой. В итоге в 1867 году он опубликовал в Париже Quatre ans de campagnes à l’Armée du Potomac, которая была в 1868 году издана в США на французском, а в 1889 году переведена на английский как Four Years with the Army of the Potomac. Его отпуск закончился в июле 1867 года.
Тробрианд вернулся в США и стал служить на Западе, где принял участие в индейских войнах. С 1867 по 10 мая 1869 он командовал фортом Стивенсон на территории Дакота. Его книга была выпущена на французском, но была тепло встречена американской публицистикой, например изданиями New-York Tribune, Evening Post, Washington Chronicle, The Nation и Army and Navy Journal.
Во время службы в Дакоте Тробрианд нарисовал серию пейзажей и портретов дружественных индейцев: Арикара, Грос Вентре и Мандан. 27 этих рисунков выставлены в форте Стивенсон в настоящее время.
Впоследствии он служил в форте Шоу в Монтане, где были очень враждебные отношения между поселенцами и индейцами Конфедерации Черноногих. Тробрианд настаивал на защите дружественных племен, но военные по ошибке напали на индейцев, что привело к резне на реке Марайас 23 января 1870 года, которая вызвала возмущение всей страны. В последующие годы Тробрианд служил в некоторых местах в Юте и командовал фортом Стил в Вайоминге.
После 1877 года Тробрианду практически не давали серьёзных поручений. 20 марта 1879 года он покинул армию.
Выйдя в отставку, Тробрианд с женой поселился во французском квартале Нового Орлеана. Он выращивал розы и занимался рисованием. Он так же писал книги, им были написаны Vie militaire dans le Dakota, notes et souvenirs (1867—1869) и Our Noble Blood (издана в 1997). Время от времени он проводил время со своими дочерьми в Нью-Йорке и Париже. В 1891 году он в последний раз посетил Европу.
Он умер в Бейпорте и был похоронен в Сейвилле (штат Нью-Йорк), на кладбище Ст-Энн-Епископал-Семетери.

## Книги
- The Gentlemen of the West, издано в Париже на французском в 1840
- The Rebel (1841), роман, издан в Нью-Йорке
- Quatre ans de campagnes à l'Armée du Potomac (1867), в переводе: Four Years with the Army of the Potomac (1889)
- Vie militaire dans le Dakota, notes et souvenirs (1867—1869) (издана посмертно в 1926)
- Our Noble Blood (1997) издана посмертно